# Baptême civil
Pour un article plus général, voir Baptême.
Le baptême civil ou parfois baptême républicain ou parrainage républicain est, dans certains pays dont l'Espagne, la France et le Royaume-Uni, une façon de célébrer la naissance d'un enfant en dehors de toute référence religieuse.

## En France
Le baptême civil en France a lieu à l'hôtel de ville, mais la mairie n'a pas l'obligation de le célébrer car il n'a pas de valeur légale. Il répond néanmoins au besoin des parents de transmettre des valeurs républicaines à leur enfant, et de marquer sa naissance par des festivités.
Trouvant son origine dans la Révolution française, il a connu une popularité variable depuis, parfois encouragé par des municipalités socialistes ou communistes, sur fond d'anticléricalisme.